# ناحیه بلومر، میشیگان
ناحیه بلومر (به انگلیسی: Bloomer Township) یک منطقهٔ مسکونی در ایالات متحده آمریکا است که در شهرستان مونتکالم، میشیگان واقع شده‌است.
 ناحیه بلومر ۹۱٫۳ کیلومتر مربع مساحت و ۳٬۰۳۹ نفر جمعیت دارد و ۲۳۶ متر بالاتر از سطح دریا واقع شده‌است.